# 20544 Kimhansell
A 20544 Kimhansell (ideiglenes jelöléssel 1999 RG100) a Naprendszer kisbolygóövében található aszteroida. A LINEAR projekt keretében fedezték fel 1999. szeptember 8-án.